# Комиссия о строении Москвы
Коми́ссия о строе́нии Москвы́ — административное учреждение, образованное в Москве в 1813 году для ликвидации последствий пожара 1812 года. Также известна в источниках как «Коми́ссия для строе́ний Москвы́».

## История
3 января 1813 года министр А.Д. Балашов запросил у московского генерал-губернатора Ф. В. Ростопчина сведения для создания нового учреждения по образцу Каменного приказа. Указание создать «Комиссию для строений в Москве» было дано Ростопчину Александром I 4 февраля 1813 года. Ростопчин подготовил проект и предложил назначить начальником комиссии князя М. Д. Цицианова. Указ «Высочайше утвержденное образование Комиссии для строений в Москве. С приложением штатов оной и трем кирпичным заводам» был опубликован 5 мая 1813 года.
Уже 26 мая состоялось первое заседание комиссии. Комиссия разместилась в палатах Сверчкова, где в 1775—1782 годах работал Екатерининский каменный приказ (Сверчков переулок, 8). До начала работы комиссии планы восстановления города разрабатывал Комитет по уравнению городских повинностей (архитектор В. И. Гесте). Фактическая работа началась с 9 июня 1813 г., хотя формально процесс образования комиссии шёл до 26 июня 1813 года (в этот день Правительствующий сенат утвердил доклад Ростопчина).
Председателем комиссии был московский главнокомандующий (вначале Ф. В. Ростопчин, затем А. П. Тормасов). Первым директором был князь М. Д. Цицианов.  Из Управы благочиния в комиссию были переведены архитекторы (управа при этом прекратила выдачу разрешений на строительство, её строительная часть была упразднена). Землемеры были получены из Комитета по уравнению городских повинностей, сам Комитет вошёл в состав Комиссии.
Рабочий орган комиссии, «Чертёжная», разделялась на землемерное (I-е) и архитектурное (II-е) отделения. Директором чертёжной был Е. Г. Челиев. Руководителем архитектурного отделения был О. И. Бове. В Комиссию также входили В. П. Стасов, Д. И. Жилярди, В. И. Гесте, В. А. Балашов, Д. Ф. Борисов, Ф. К. Соколов и другие архитекторы.
Комиссия завершила работу в 1843 году. Её землемерное и архитектурное отделения вошли в состав IV округа Главного управления путей сообщения и публичных зданий.

## Работа комиссии
Первоначально вновь созданная Комиссия должна была реализовывать проект перепланировки Москвы, разработанный столичным архитектором В. Гесте. Однако в октябре 1813 года на одном из заседаний Комиссии этот план был раскритикован и отклонён. К 1817 году под руководством О. Бове был разработан новый план «прожектированный столичному городу Москве».
Комиссия получила право на выдачу разрешений на застройку и контроль за строительством и большие материальные ресурсы. Комиссии подчинялись три московских кирпичных завода (по другим источникам, пять). Комиссии была выдана правительственная беспроцентная ссуда на сумму пять миллионов рублей. Комиссии также была поручена работа по благоустройству и инженерному оборудованию Москвы, но до 1817 года практически вся работа была сосредоточена на постройке добротных домов для жителей Москвы, пострадавших от пожара 1812 года.
Москва была поделена на четыре части, каждой из которых заведовал один архитектор с четырьмя помощниками. В функции Комиссии входило утверждение представленных владельцами участков проектов, составление проектов для тех, кто не мог их заказать у сторонних архитекторов. Комиссия также утверждала постановку дома относительно красной линии улиц, его размеры и уличный фасад; внутренняя планировка оставалась за владельцем. Для застройщиков была организована финансовая помощь в виде ссуд под залог возводимых построек.
В области надзора комиссия считается предшественником Мосгосстройнадзора. Так, перед архитектурным отделением стояли следующие задачи:

«сочинение планов и фасадов на произведение обывательских строений и надзор за прочностию при постройке оных; наблюдение за производством строений в точности по прожектированным линиям, а также выданным планам и фасадам; смотрение за добротою материалов, к построению нужных и выделкою по данной форме кирпича как на казённых, так и на партикулярных заводах, равномерно наблюдение за установленной пропорциею белого камня».

Работа комиссии была эффективной; Москва была в основном восстановлена за пять лет. Уже к маю 1816 года задача постройки домов стала терять остроту, и после постановления Комитета министров Комиссия получила свыше 1,5 миллиона рублей на нивелирование улиц и их благоустройство.